# Daubensee
Der Daubensee (Dialekt: Dubesee) liegt auf der Nordseite des Gemmipasses in der Walliser Gemeinde Leukerbad in den Berner Alpen. Er ist einer der wenigen grösseren Naturseen des Kantons.

## Lage
Der Daubensee erstreckt sich in nord-südlicher Richtung über eine Länge von gut 1,5 Kilometern und ist an seiner breitesten Stelle rund 400 Meter breit. An der östlichen Seite steigt das Gelände durch einen als Schafberg bezeichneten Hang zum Rinderhorn an, während sich über dem Westufer die nördliche Fortsetzung des Lämmerengrats erhebt, die in der Roten Totz (2848 m. ü. M.) ihren höchsten Punkt erreicht.
Von Süden her mündet die Lämmerendalu in den See. Das Wasser fliesst unterirdisch ab und tritt am Fusse eines Felsens unterhalb des Dorfes Varen VS wieder an die Oberfläche.

## Tourismus
Vom Gemmipass aus führt eine gut zweistündige Wanderung rund um den See. Der Wanderweg von Kandersteg nach Leukerbad führt der Ostseite des Daubensees entlang.
Am letzten Sonntag im Juli fand am Ostufer des Daubensees jeweils das Schäferfest statt, an dem sich gegen 800 Schafe zusammenfanden.
Seiner guten Windbedingungen wegen ist der See im Sommer und im Winter beliebt bei Kitesurfern. Auf dem Daubensee wird zudem Europas höchstgelege Katamaranschule betrieben.
Fische gibt es im Daubensee keine. Der See ist seiner geringen Tiefe wegen bereits im November leer und füllt sich erst mit der Schneeschmelze wieder.

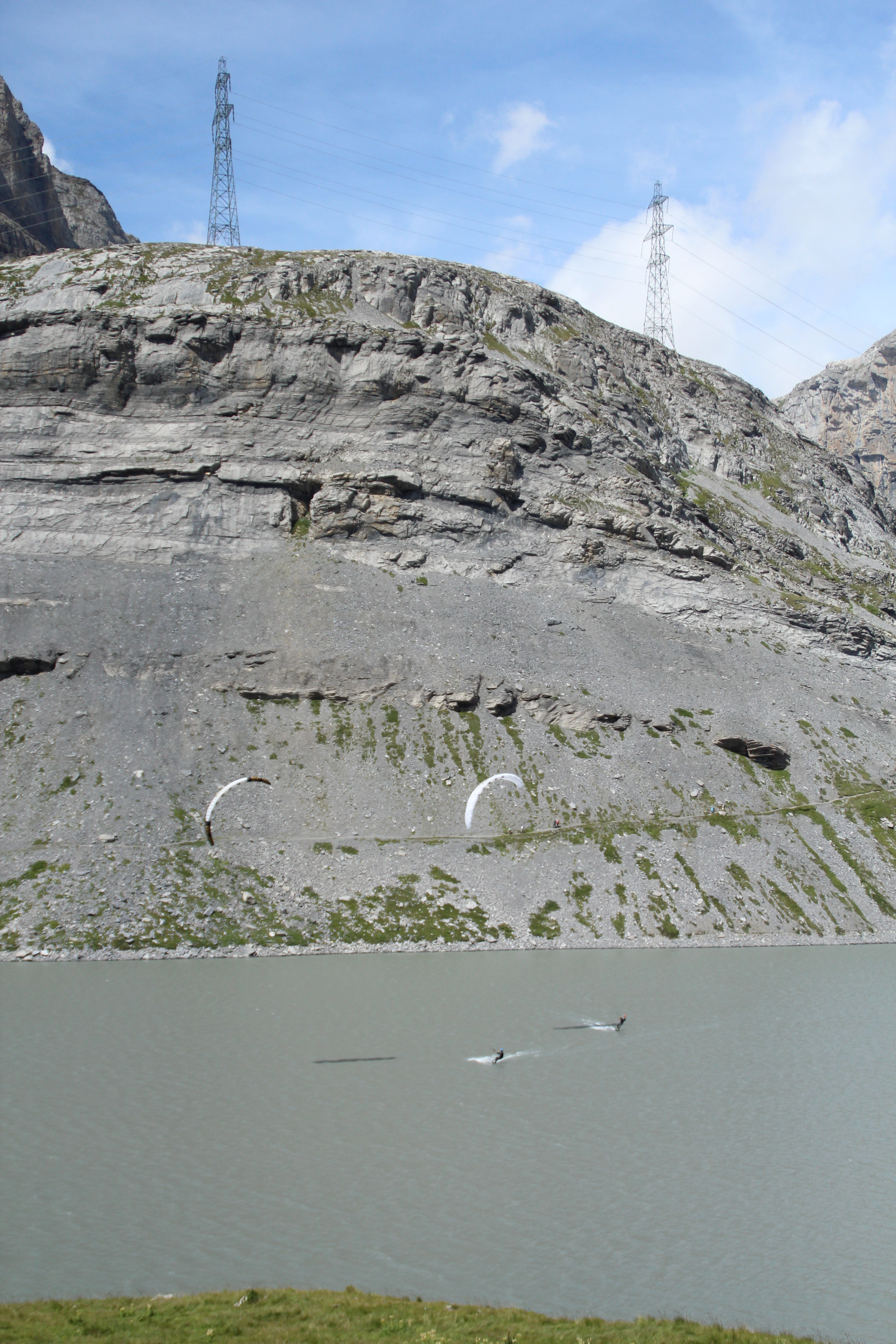
Kitesurfer
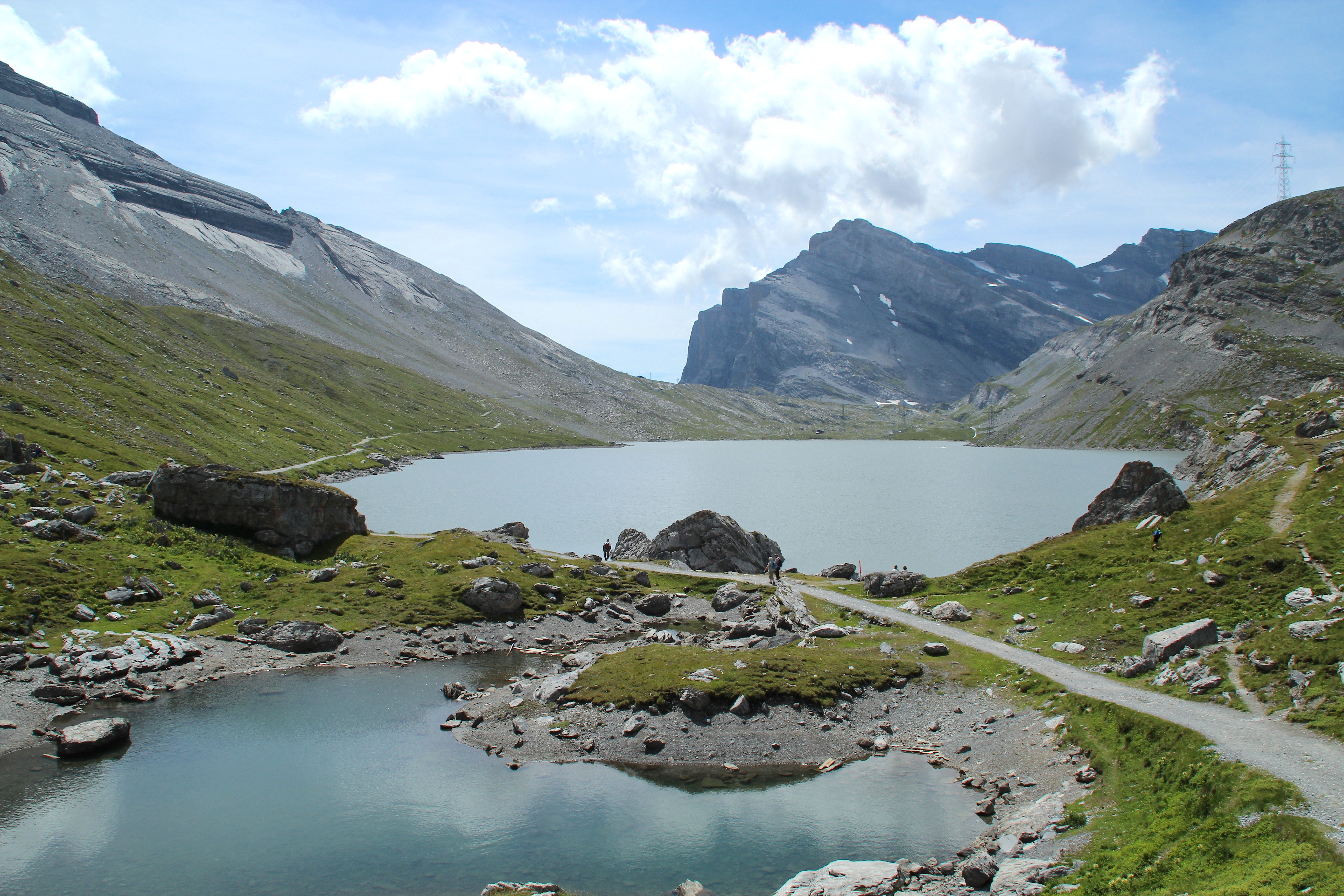
Nach Süden
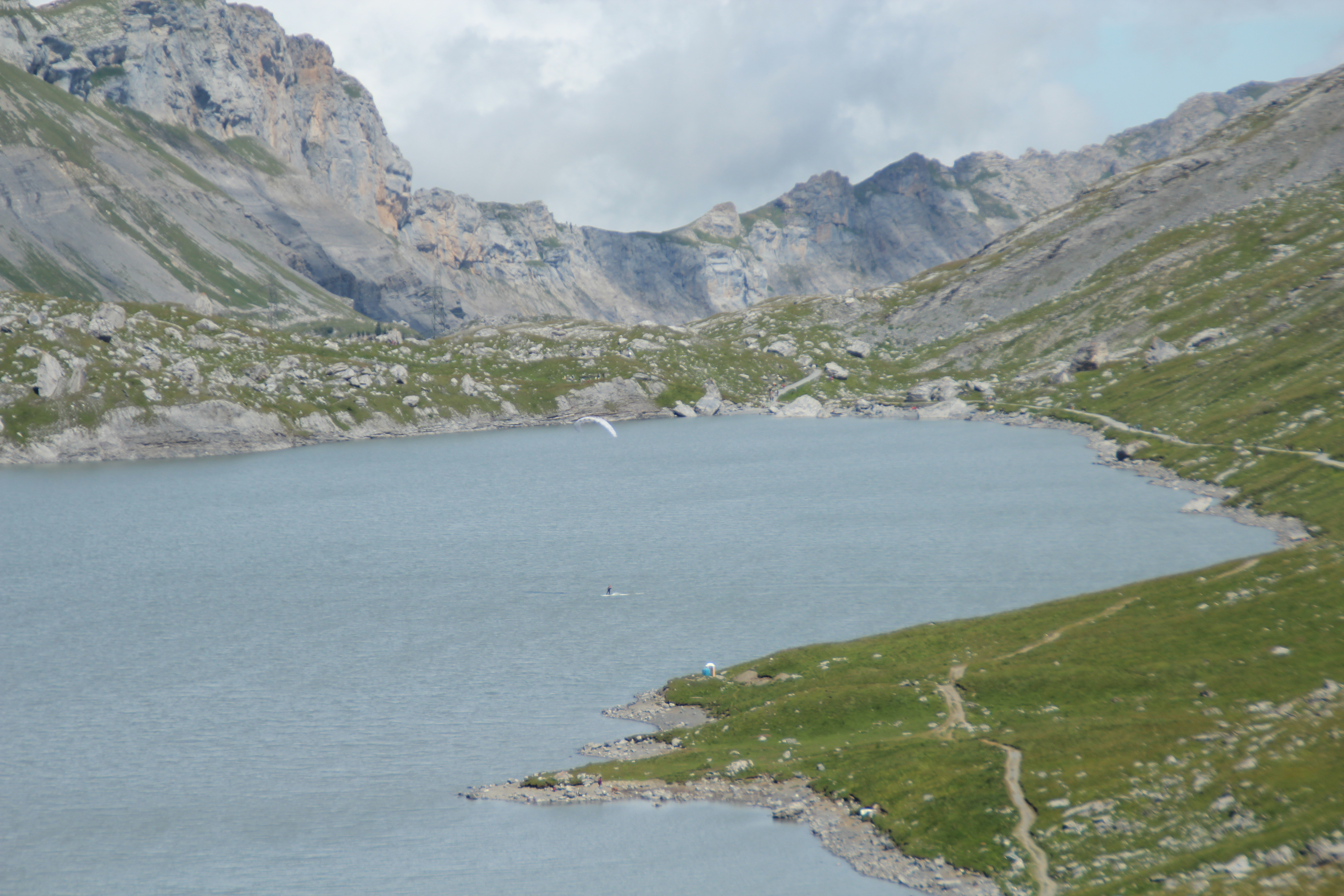
Nördliches Ende
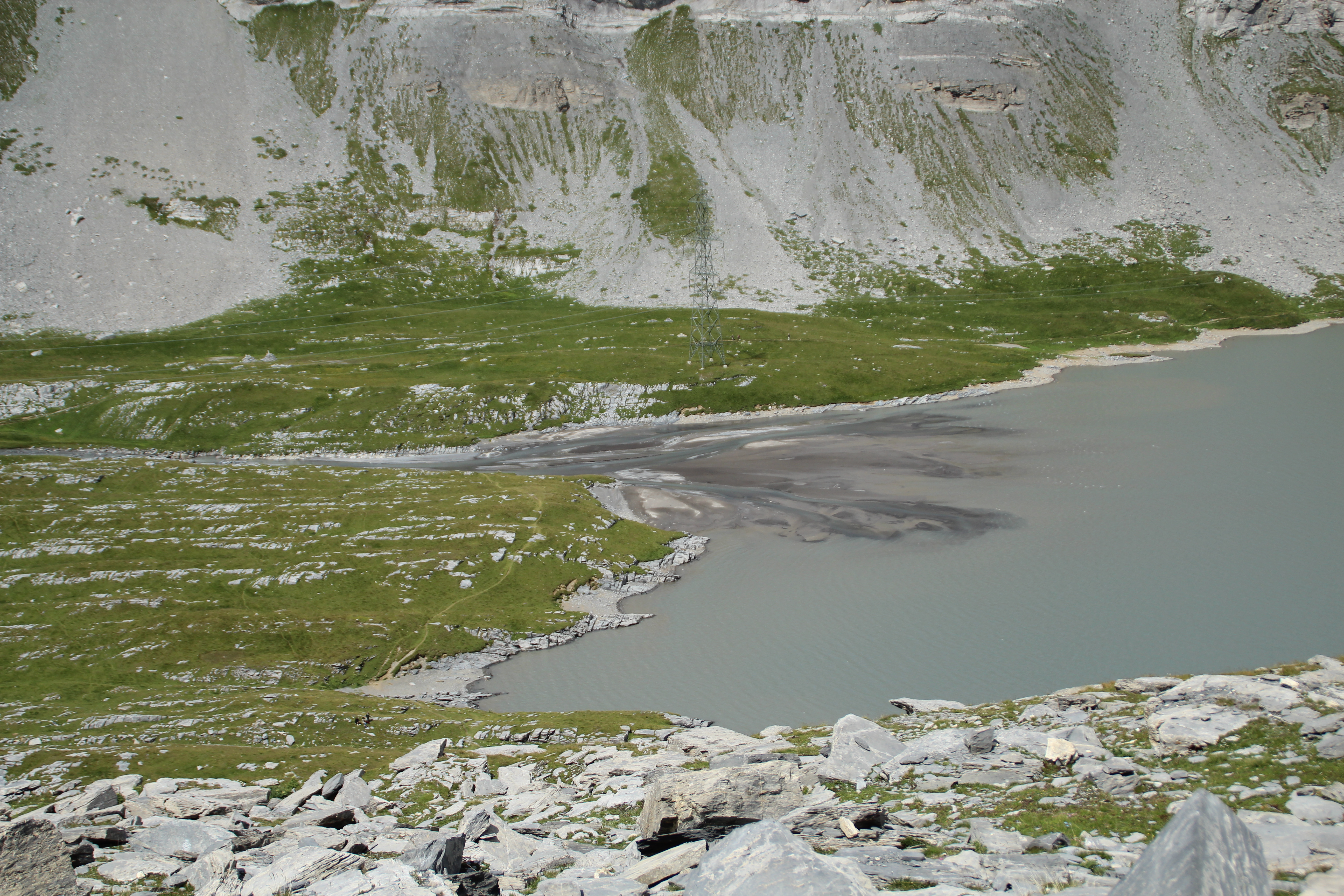
Zufluss
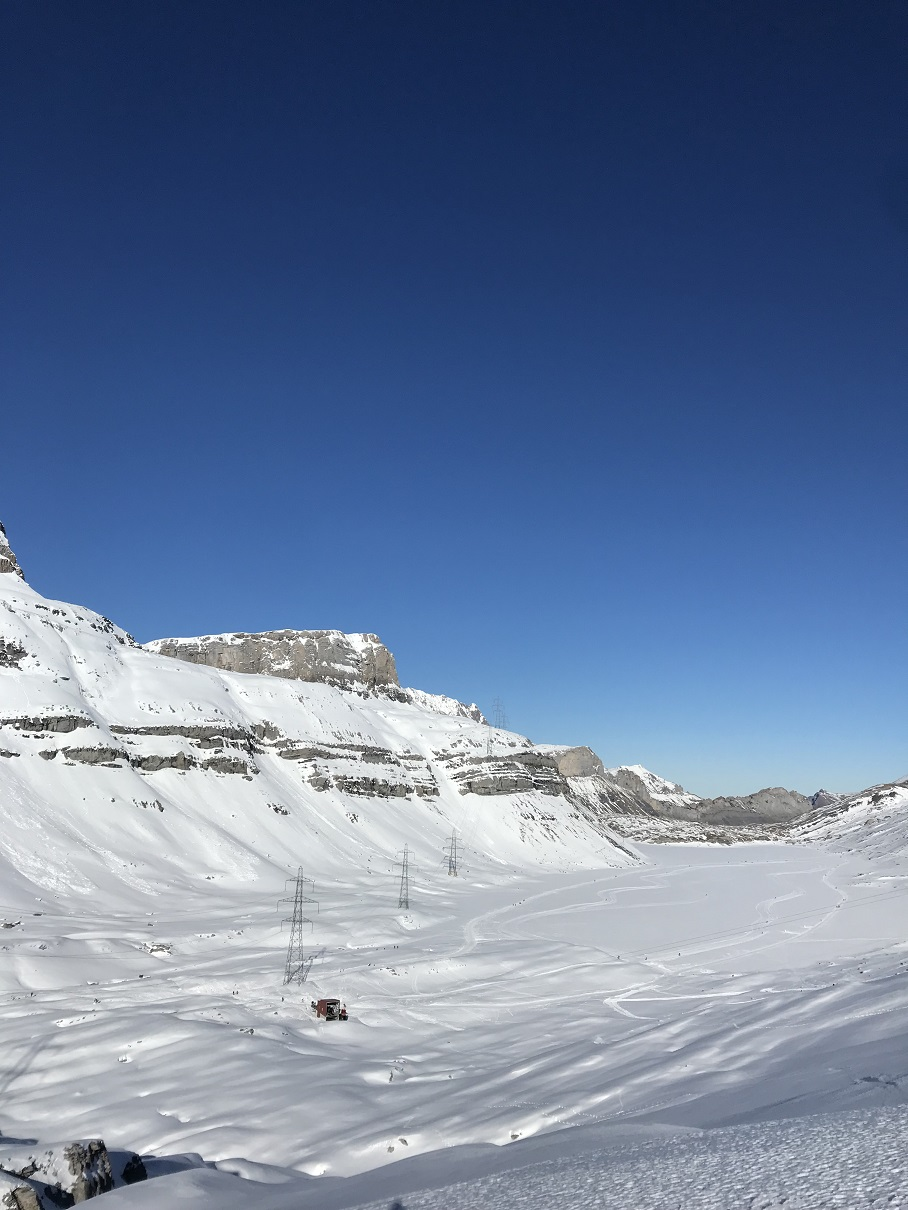
Zufluss